# Aljustrel
Aljustrel ist eine Kleinstadt (Vila) und ein Kreis (Concelho) in Portugal mit 5127 Einwohnern (Stand 30. Juni 2011).

## Geschichte
Aljustrel ist ein historischer Ort im Alentejo. Er wurde in der Zeit der Römer Vipasca genannt und später Al-lustre unter den Mauren, wovon sich der heutige Name ableiten lässt. Aus dieser Zeit stammen die Ruinen der Burg, welche 1992 unter Denkmalschutz gestellt wurden. Im Jahre 1234 wurde Aljustrel unter dem König D. Sancho II, durch D. Paio Peres Correia und den Rittern des Orden von Santiago zurückerobert und so kommt es, dass Aljustrel schon 1252 erstmals in Schriften erwähnt wird und am 20. September 1510 das Stadtrecht erhielt.
Die darauf folgenden Jahrhunderte waren durch den Minenabbau geprägt, der auch andere Orte dieser Region erfasste, da Aljustrel zum Pyritgürtel der südiberischen Halbinsel gehört. Es ist heute nicht mehr klar zu bestimmen, wann der Minenabbau in Aljustrel begann, aber es weist vieles darauf hin, dass dies bereits 3000 Jahre v. Chr. geschah. Unter den Römern wurde bis 400 n. Chr. hier hauptsächlich Kupfer abgebaut. Der industrielle Abbau begann im Jahre 1849 und noch heute sind im großen Umkreis Schächte, Gebäude und Konstruktionsreste dieser Zeit zu sehen.
Zum historischen Erbe des Ortes gehört die Hauptkirche von São Salvador, die im 15. Jahrhundert erbaut wurde und bei der die 2 Meter dicken Mauern besonders auffallen. Im Innenraum befindet sich eine Kachelmalerei (Azulejos) aus dem 17. Jahrhundert die von Gabriel del Barco hergestellt wurde.
Im Landkreis befinden sich 15 Windmühlen, die nach und nach wiederhergestellt werden.

## Wirtschaft
Seit 2004 ist die Lundin Mining Corporation Eigentümerin der Minas de Aljustrel. Als Reaktion auf den rasanten Fall der Zinkpreise auf dem Weltmarkt wurde im November 2008 die Produktion von Zink eingestellt, obwohl die Mine erst im Mai 2008 ihren Betrieb mit EU-Subventionen wieder aufgenommen hatte. Mit dem starken Anstieg des Zink-Preises ab 2011 wurde die Mine unter dem portugiesischen Unternehmen Almina - Minas do Alentejo wieder in Betrieb genommen. Für den Transport von Mineralien aus dieser Mine gab es einen eigenen Eisenbahnanschluss, den Ramal de Aljustrel.

## Verwaltung

### Kreis
Aljustrel ist Verwaltungssitz eines gleichnamigen Kreises (Concelho) im Distrikt Beja. Die Nachbarkreise sind (im Uhrzeigersinn im Norden beginnend): Ferreira do Alentejo, Beja, Castro Verde, Ourique sowie Santiago do Cacém.
Mit der Gebietsreform im September 2013 wurden die Gemeinden Aljustrel und Rio de Moinhos zur neuen Gemeinde União das Freguesias de Aljustrel e Rio de Moinhos zusammengefasst, sodass sich die Zahl der Gemeinden von zuvor fünf auf vier verringerte.
Die folgenden Gemeinden (Freguesias) liegen im Kreis Aljustrel:

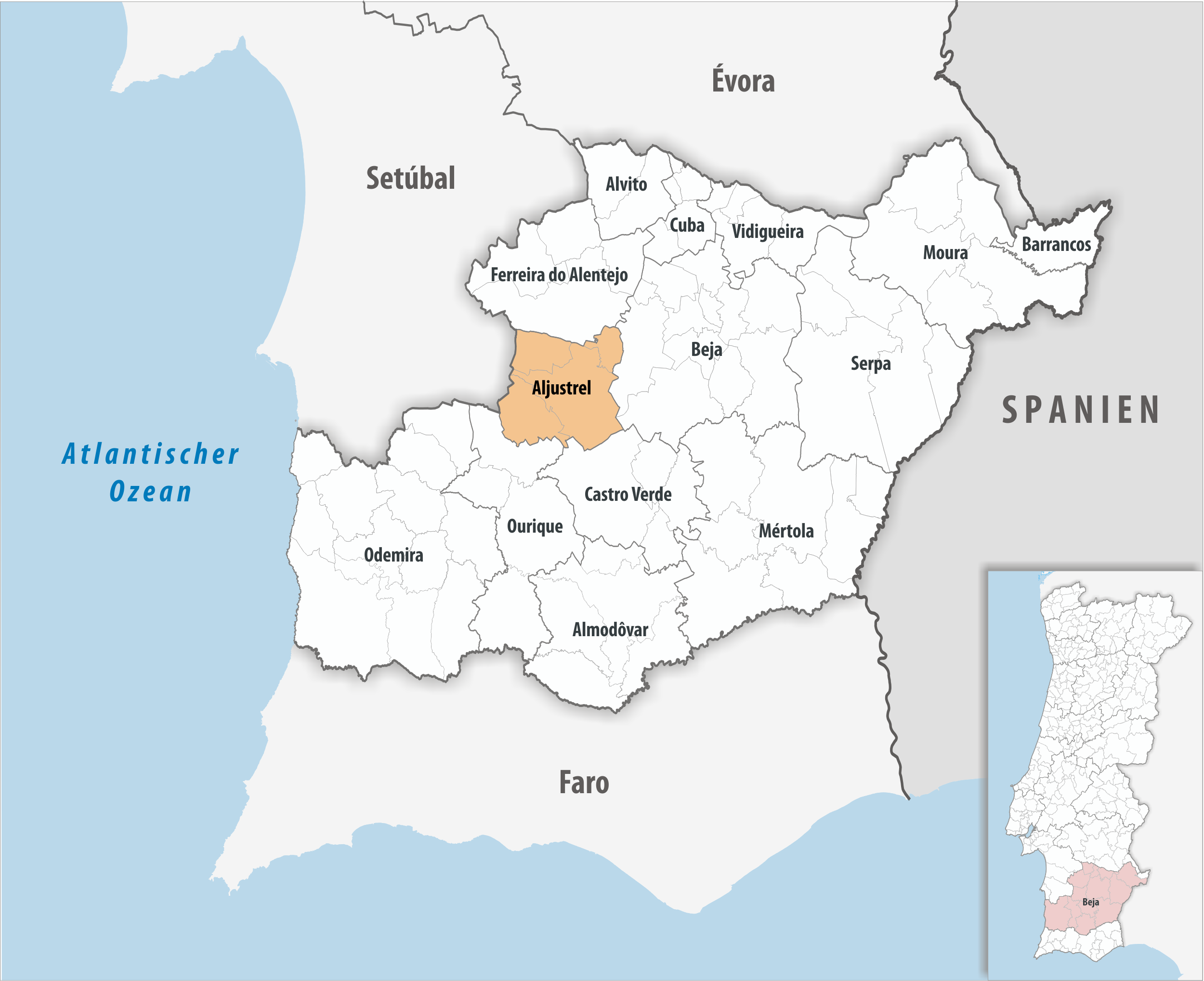
Kreis Aljustrel

| Gemeinde                   | Einwohner (2021) | Fläche km² | Dichte Einw./km² | LAU- Code |
| -------------------------- | ---------------- | ---------- | ---------------- | --------- |
| Aljustrel e Rio de Moinhos | 5.786            | 228,84     | 25               | 020106    |
| Ervidel                    | 917              | 38,85      | 24               | 020102    |
| Messejana                  | 811              | 113,77     | 7                | 020103    |
| São João de Negrilhos      | 1.360            | 77,02      | 18               | 020104    |
| Kreis Aljustrel            | 8.874            | 458,48     | 19               | 0201      |

### Bevölkerungsentwicklung
| Einwohnerzahl im Kreis Aljustrel (1801–2011) | Einwohnerzahl im Kreis Aljustrel (1801–2011) | Einwohnerzahl im Kreis Aljustrel (1801–2011) | Einwohnerzahl im Kreis Aljustrel (1801–2011) | Einwohnerzahl im Kreis Aljustrel (1801–2011) | Einwohnerzahl im Kreis Aljustrel (1801–2011) | Einwohnerzahl im Kreis Aljustrel (1801–2011) | Einwohnerzahl im Kreis Aljustrel (1801–2011) | Einwohnerzahl im Kreis Aljustrel (1801–2011) | Einwohnerzahl im Kreis Aljustrel (1801–2011) |
| -------------------------------------------- | -------------------------------------------- | -------------------------------------------- | -------------------------------------------- | -------------------------------------------- | -------------------------------------------- | -------------------------------------------- | -------------------------------------------- | -------------------------------------------- | -------------------------------------------- |
| 1801                                         | 1849                                         | 1900                                         | 1930                                         | 1960                                         | 1981                                         | 1991                                         | 2001                                         | 2011                                         |                                              |
| 1.878                                        | 4.278                                        | 8.214                                        | 15.276                                       | 18.181                                       | 12.870                                       | 11.990                                       | 10.567                                       | 9.234                                        |                                              |

### Kommunaler Feiertag
- 13. Juni

### Städtepartnerschaft
- Hem, Département Nord, Frankreich[5]

## Persönlichkeiten
- António Aboim Inglês (1860–1941), Politiker, republikanischer Landwirtschaftsminister
- Brito Camacho (1862–1934), republikanischer Politiker
- António Lobo de Almada Negreiros (1868–1939), Journalist, Schriftsteller und Diplomat, wirkte insbesondere auf São Tomé und Príncipe, Vater des Künstlers Almada Negreiros
- Mariano Martins (1880–1943), Militär und Politiker, Gouverneur von São Tomé und Príncipe und von Portugiesisch-Indien
- Ana Capeta (* 1997), Fußballspielerin